# Raul Hynckes
Raul Hynckes (Bruxelas, 1893 — Blaricum, 1973) foi um pintor belga. Atuou na Academia Real de Belas Artes de sua cidade natal, mas mudou-se para a Holanda em 1914. Inicialmente pintava no estilo Impressionista mas, depois de 1924, deixou-se influenciar pelo Cubismo de Picasso e Braque. A partir de 1933, Hynckes passou a pintar suas aclamadas telas de um Realismo mágico com cores monocromáticas. Nos últimos anos de sua vida, o pintor especializou-se em pintar paisagens usando cores muito mais claras. 